# Gymnothorax fimbriatus
Espèce
Gymnothorax fimbriatus, communément nommée murène frangée ou murène à tête jaune, est une espèce de poissons de la famille des Muraenidae.

## Description

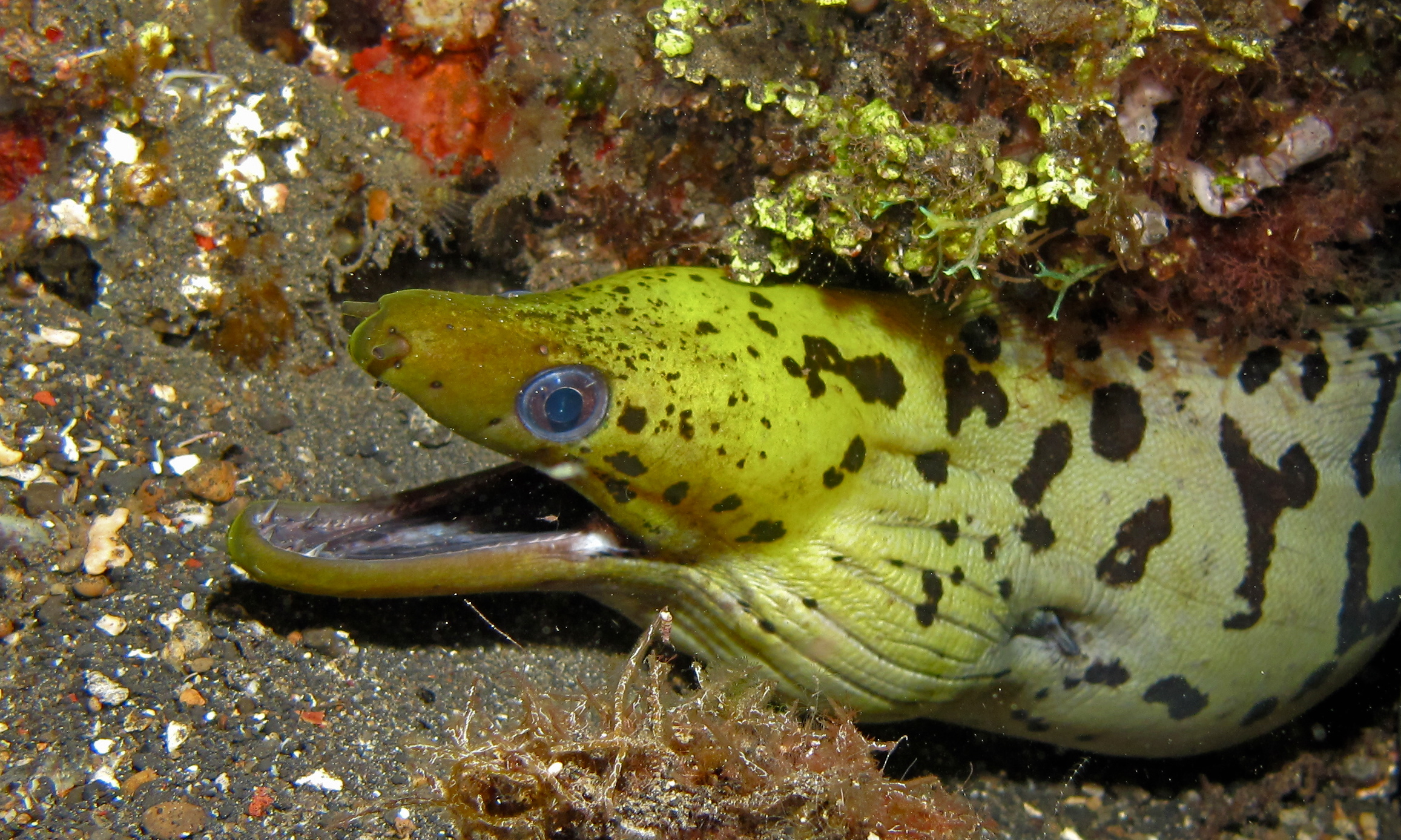
Gymnothorax fimbriatus
(Sulawesi, Indonésie)

La murène frangée est une murène de taille moyenne qui peut atteindre une longueur maximale de 80 cm.
Son corps serpentiforme possède une teinte de fond blanc crème à beige parsemé de multiples taches noires de forme et taille variables selon les individus et leur maturité.
La tête au museau effilé est habituellement jaune verdâtre avec des petits points noirs, les commissures de la bouche sont blanches.

## Distribution & habitat
La murène à tête jaune est présente dans les eaux tropicales et subtropicales du bassin Indo-Pacifique soit des côtes de pratiquement toutes les îles de l'océan Indien, hors côte orientale de l'Afrique, jusqu'en Polynésie et du sud du Japon à la Nouvelle-Calédonie,,.
La murène frangée vit sur les pentes externes des récifs coralliens, les platiers et les lagons calmes et peu exposés. La journée elle se repose à l'abri dans les anfractuosités du récif et bien souvent dans les amas de coraux morts entre 1 et 50 mètres de profondeur.

## Biologie
La murène frangée est un carnivore. La nuit venue elle sort de son repaire et chasse activement ses proies, constituées de petits poissons et de crustacés.
Elle est souvent en compagnie de crevettes nettoyeuses du genre Periclimenes.

## Galerie

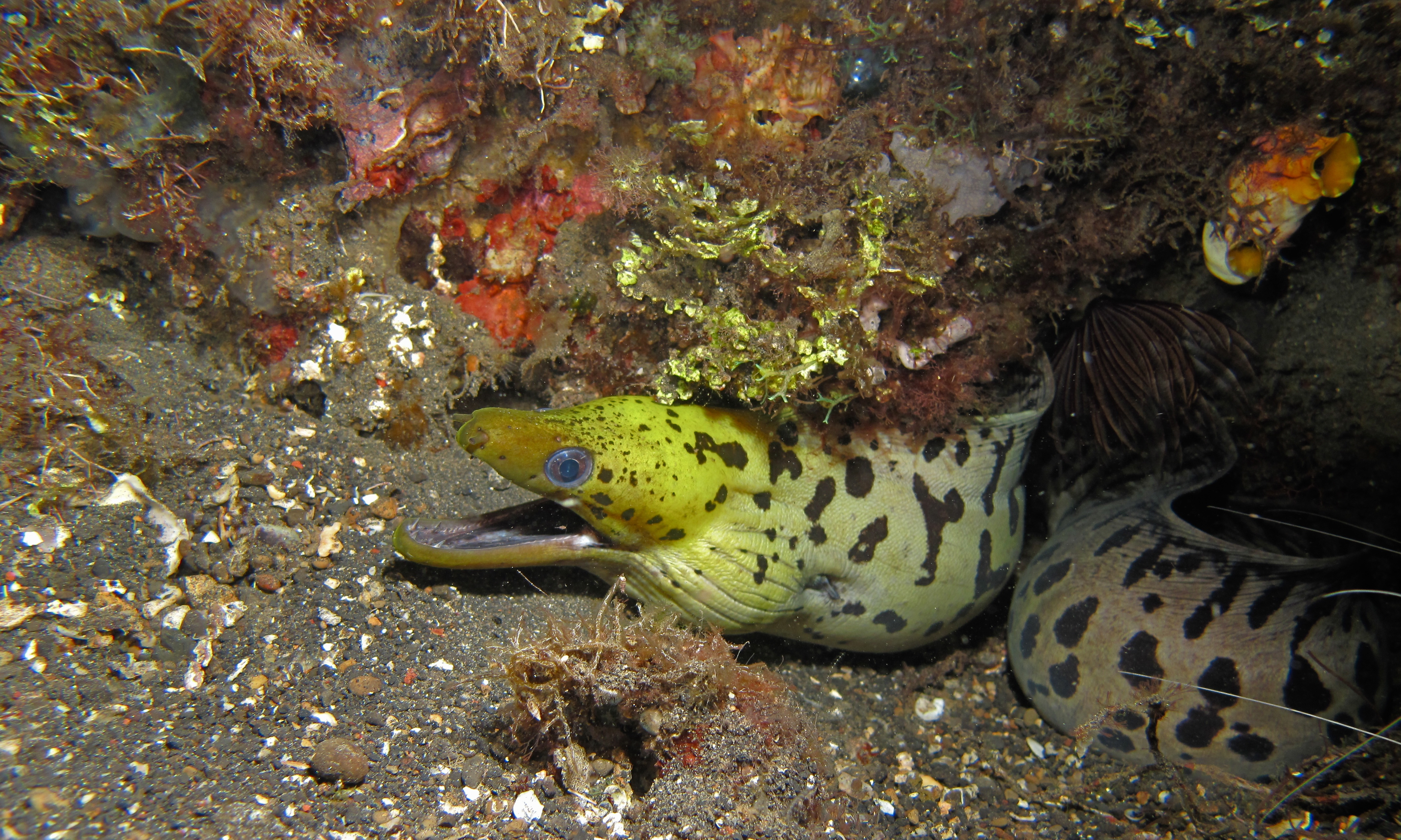
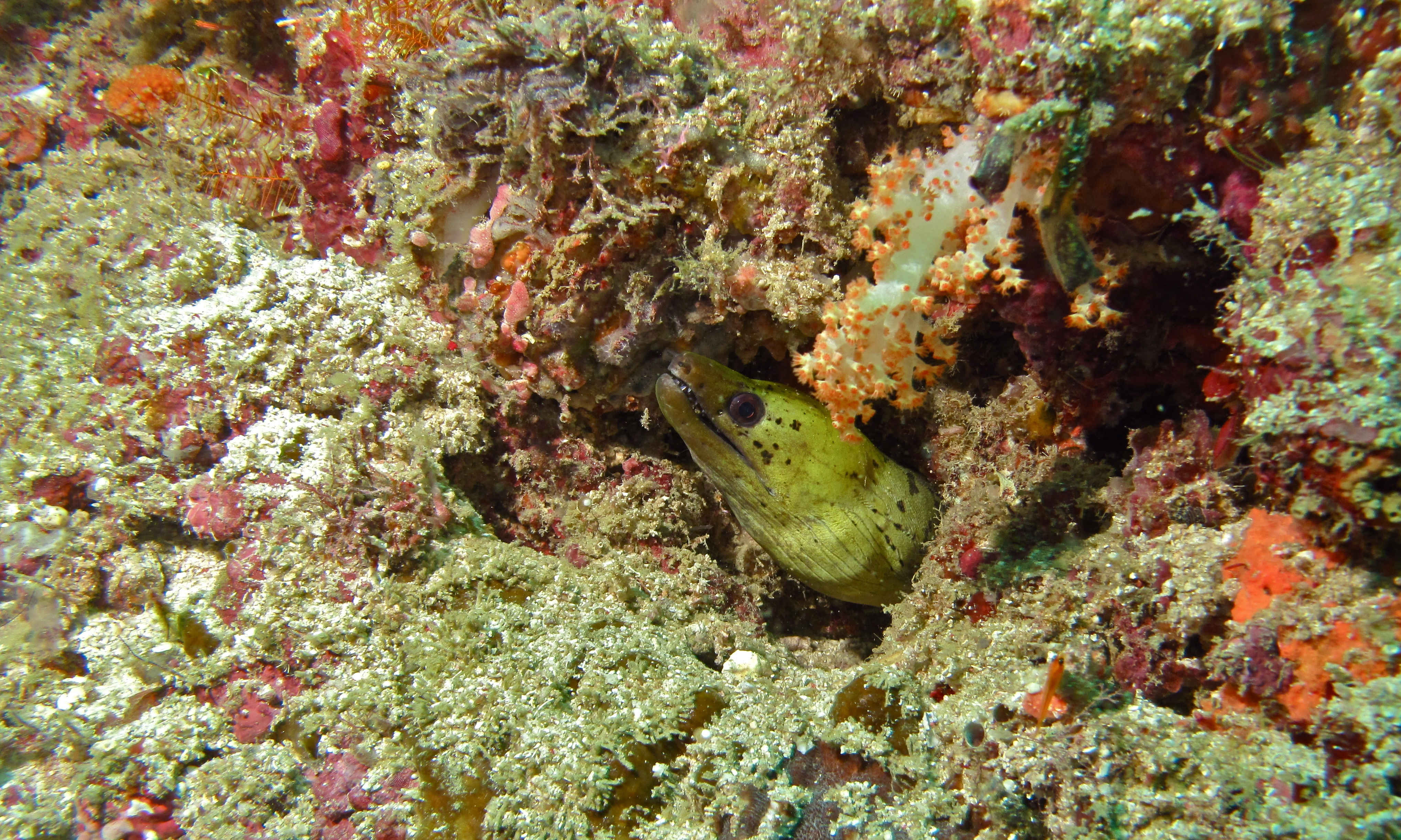
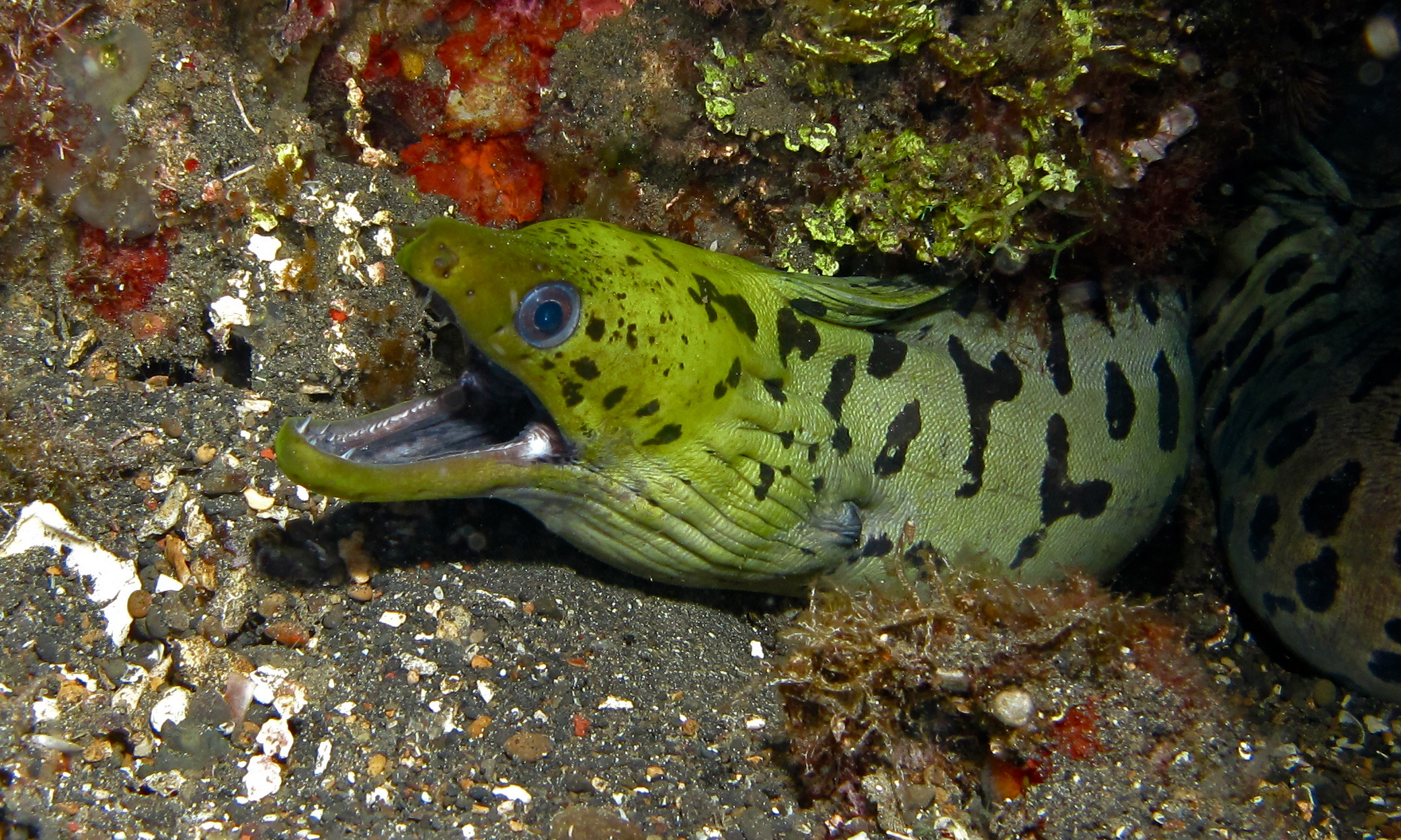
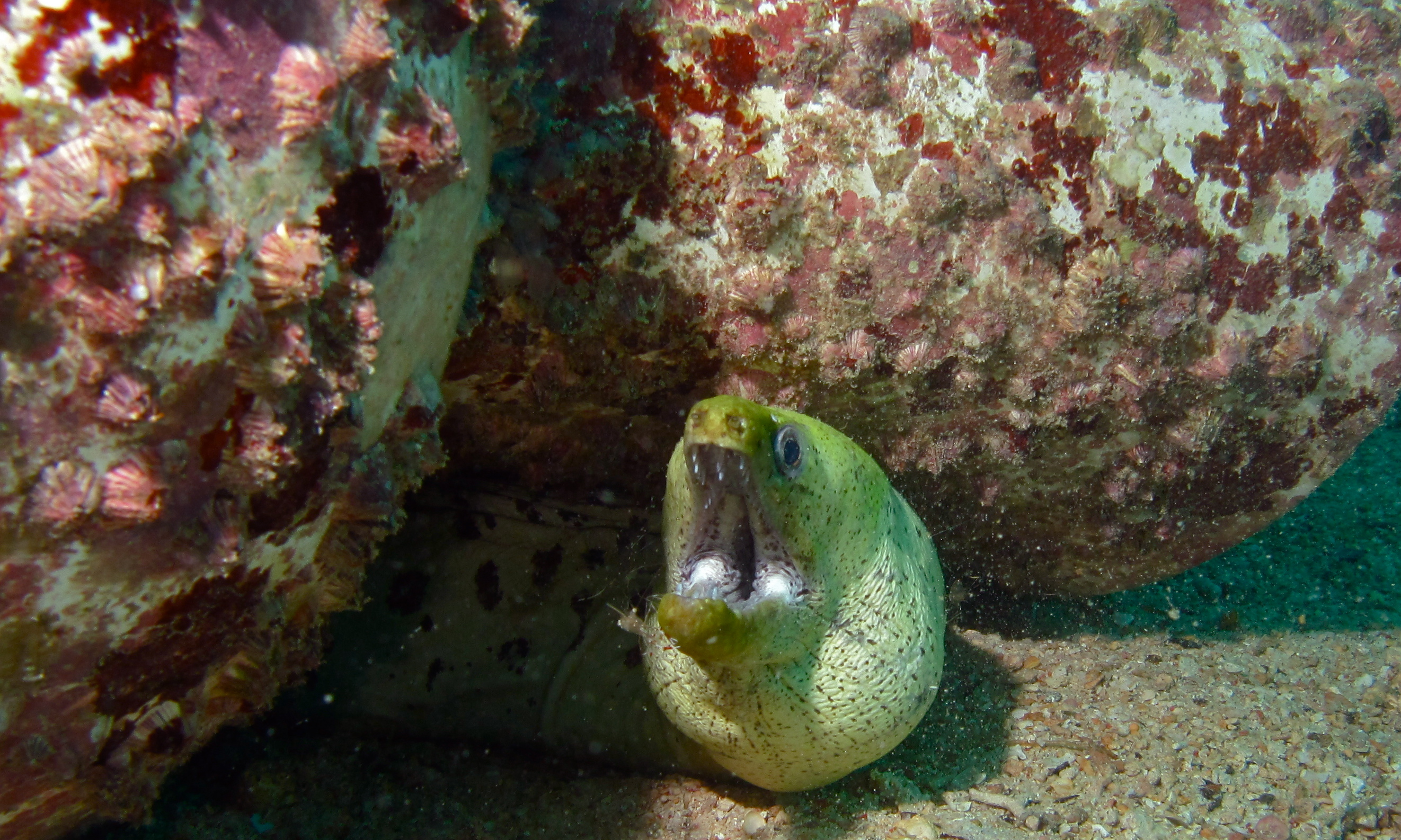